# Ланько Віталій Олександрович
Віталій Олександрович Ланько (біл. Віталь Аляксандравіч Ланько, нар. 4 квітня 1977) — білоруський футболіст, який виступає на позиціях півзахисника та нападника. Відомий за виступами у низці білоруських, російських та казахських футбольних клубів, а також у національній збірній Білорусі. Виступав також у кількох білоруських футзальних клубах. В Україні відомий за виступами у складі луцької «Волині».

## Кар'єра футболіста
Віталій Ланько розпочав кар'єру професійного футболіста у другому по силі футбольному клубі рідного міста Могильова — «Торпедо», яка на той час виступала у найвищому білоруському футбольному дивізіоні. На молодого гравця швидко звернули увагу тренери найсильнішої команди міста — «Дніпра» (яка виступала у ці роки під назвою «Дніпро-Трансмаш»), і з 1998 року молодий нападаючий грав у цій команді. Уже в першому сезоні в новому клубі Віталій Ланько став разом із командою чемпіоном Білорусі, а також одним із найкращих бомбардирів команди, відзначившись 8 разів у воротах суперників. Але у наступному сезоні успіх команді не вдалось повторити, «Дніпро» зайняв лише 4 місце у чемпіонаті Білорусі. І хоча Віталій Ланько й далі продовжував відзначатися забитими голами, провівши 7 м'ячів у 28 матчах, він вирішив змінити клуб, і перейшов до команди із сусіднього Бобруйська — «Білшини», де провів сезон 2000 року. І хоча команда зайняла лише 9 місце у чемпіонаті, Ланько і далі відзначався у воротах суперників, провівши 6 м'ячів у 26 іграх чемпіонату.
Результативна гра молодого нападника привернула увагу представників футбольних клубів сусідньої Росії, і на початку 2001 року Віталій Ланько прийняв запрошення воронезького «Факела», який на той час виступав у найвищому російському дивізіоні. Але клуб залихоманило, у чемпіонаті воронезькі футболісти зайняли лише 15 місце, і за підсумком сезону вибули у першу лігу. Віталій Ланько за клуб зіграв лише 8 матчів, та повернувся до «Білшини». Але у бобруйській команді нападник не зіграв жодного матчу, і знову відбув до Росії, де підписав контракт із клубом другого дивізіону зі Смоленська «Кристалом». Перший сезон у смоленській команді Ланько відіграв стабільно, забивши у 25 матчах 5 м'ячів. Але у сезоні 2003 року у «Кристала» розпочались фінансові проблеми, керівництво команди вирішило змінити ветеранів команди на молодих гравців, і Віталій Ланько покидає смоленську команду. Наступним клубом у кар'єрі футболіста стала луцька «Волинь». Але в Україні білоруський футболіст надовго не затримався, хоча й став одним із лідерів команди, і за рік перейшов до першолігового російського «Уралану». Але й у калмицької команди розпочались фінансові та ігрові проблеми, і у кінці року команда втратила професійний статус, і Віталію Ланько довелось знову змінювати клуб.
Наступною командою білоруського футболіста став клуб із столиці Казахстану Астани «Женіс». І, хоча Віталій Ланько зіграв лише 7 матчів за клуб у чемпіонаті Казахстану та 1 матч у Кубку Казахстану, футболіст додав до свого доробку титул володаря Кубку Казахстану.
Далі Віталій Ланько півроку виступав за першоліговий російський футбольний клуб «Металург-Кузбас» із Новокузнецька. Після виступів у сибірському клубі Віталій Ланько отримав запрошення до північнокавказького «Спартак» із Нальчика, який вийшов до вищого російського дивізіону.
У Нальчику білорус виступав два роки, і отримав запрошення від іншого клубу російської Прем'єр-ліги — «Променя-Енергії» із Владивостока. У Владивостоку Ланько виступав до кінця 2008 року. Клуб покинув вищий дивізіон. а Віталій Ланько перейшов у першоліговий російський клуб «Салют-Енергія» із Бєлгорода. У бєлгородському клубі білорус провів лише півроку, і перейшов до іншого першолігового російського клубу — новоросійського «Чорноморця».
Після піврічних виступів за новоросійську команду Віталій Ланько, відкинувши пропозиції від інших російських першолігових клубів повертається на батьківщину, де уже втретє стає гравцем бобруйської «Білшини». У клубі Ланько стає справжнім лідером та капітаном команди. Але по закінченні сезону гравець покинув бобруйський клуб, та уклав контракт із жодінською командою «Торпедо-БелАЗ». За жодінську команду Віталій Ланько відіграв два сезони, після чого клуб не продовжив контракт із уже віковим футболістом. Після закінчення виступів за жодінський клуб Віталій Ланько припинив професійну кар'єру, та виступав за аматорські команди Могилева.
У серпні 2016 року Віталій Ланько відновив кар'єру професійного футболіста, та був заявлений за клуб другої білоруської ліги «Торпедо» (Могильов), у складі якого він розпочав свою професійну кар'єру.

## Кар'єра футзаліста
Віталій Ланько виступав також за футзальні клуби із рідного міста. Так, у сезоні 1994—1995 років Віталій Ланько провів 10 матчів та забив 3 голи за могильовський футзальний клуб «Трансмаш-Еллада», який у підсумку став найсильнішим у країні. У 2013 році Віталій Ланько зіграв 1 матч за футзальний клуб із Могильова «Форте».

## Виступи за збірні
2002 року дебютував у складі молодіжної збірної Білорусі. На молодіжному рівні зіграв у 6 офіційних матчах, у яких відзначився 1 забитим м'ячем.
2004 року дебютував в офіційних матчах у складі національної збірної Білорусі. За збірну протягом 2 років зіграв 6 матчів, у яких забитими м'ячами не відзначився. Надалі до збірної Білорусі Віталій Ланько не залучався.

## Після завершення спортивної кар'єри
У липні 2020 року Віталія Ланька засудили на 3 роки позбавлення волі за організацію договірних матчів з відбуттям покарання у закладі відкритого типу. Проте вже в серпні 2021 року Ланька знову затримали за підозрою в спробі підкупу гравця для впливу на результат матчу «Нафтан» — «Локомотив». У грудні 2021 року Віталія Ланька засудили на 3 роки позбавлення свободи в колонії загального режиму.

## Досягнення
- Чемпіон Білорусі (1):

«Дніпро-Трансмаш» (Могильов): 1998
- Володар Кубка Казахстану (1):

«Женіс» (Астана): 2005